# Station Prostyń
Station Prostyń is een spoorwegstation in de Poolse plaats Prostyń.